# Contea di Terrell (Georgia)
La contea di Terrell (in inglese Terrell County) è una contea dello Stato della Georgia, negli Stati Uniti. La popolazione al censimento del 2000 era di 10 970 abitanti. Il capoluogo di contea è Dawson.